# Cher Lloyd
Cher Lloyd (n. 28 iulie 1993, Malvern, Anglia) este o cântăreață britanică de muzică R&B, pop și rap, care s-a remarcat în spectacolul The X Factor din 2010 din Marea Britanie, unde s-a situat pe locul al patrulea.

## Biografie
Cher Lloyd s-a născut 28 iulie 1993 în Malvern. Ea provine dintr-o familie romă. Piesa ei Want U Back a fost un succes în topurile britanice și americane.

## Discografie

### Albume
- Sticks and Stones (2011)
- Sorry I'm Late (2014)
- CL3 (2016)